# Miami Horror
Miami Horror est un groupe de synthpop australien, originaire de Melbourne, Victoria. Miami Horror est initialement formé par Benjamin Plant, qui le commence en tant que projet solo. Sont actuellement présent avec Benjamin : Josh Moriarty (guitare, chant), Daniel Whitechurch (basse, claviers, et guitares), et Kosta Theodosis (batterie). Le départ d'Aaron Shanahan (coproducteur, guitariste/chanteur), est annoncé le 12 décembre 2016
Le groupe sort son premier album, Illumination, en 2010. Sometimes, l'un des titres de l'album, fait partie de la bande originale de Grand Theft Auto V. En 2015 le groupe sort son deuxième album intitulé All Possible Futures, le morceau All it Ever Was est dans la bande originale du jeu FIFA 16. Le groupe sort également un nouvel EP, intitulé The Shapes, au début de l'année 2017.

## Biographie

### Débuts
Miami Horror s'inspire d'artistes de dance-pop des années 1970 et 1980 comme Prince, E.L.O., New Order et Michael Jackson, et d'artistes de rock comme Todd Rundgren, Supertramp et Pink Floyd, en combinant le tout avec des techniques modernes comme celle de la house music.
En 2007, Benjamin Plant commence à sortir des remix sous le nom de Miami Horror, son succès instantané le pousse à quitter son école de cinéma et à commencer une carrière dans la musique. Une série de deux remix bootleg et officiels incluent Music Sounds Better with You de Stardust, et Walking with a Ghost de Tegan and Sara. Selon Benjamin Plant, le nom Miami Horror : « reposait sur la vision. Je trouvais que les mots étaient assez vagues, mais avaient aussi un aspect visuel. Miami représente le côté coloré et flamboyant des choses, tandis que Horror représente le côté sombre. » Il explique également qu'il ne l'a « pas aimé les deux premières semaines », et a « appris à vivre avec. »
Benjamin commence sa carrière musicale tôt, en réalisant de la musique chez lui jeune, souvent DJ à des fêtes et membre régulier des boites de nuits de Melbourne. En 2008, il remixe Pnau, The Presets, Bloc Party, Datarock et The Dirty Secrets. Miami Horror rencontre également collaboré avec le groupe de synthpop de Melbourne Gameboy/Gamegirl en 2007, produisant Golden Ghetto Sex et mettant en avant le morceau Sweaty Wet/Dirty Damp la même année. Plant se commercialise en 2008 avec son EP Bravado, chez Virgin Records. L'album met en avant la chanson Don't Be on with Her, pour laquelle un clip est réalisé et mis en ligne. Miami Horror signe depuis avec EMI pour une distribution en Australie et en France.
Le concert live de Miami Horror est constitué de Josh Moriarty (guitare, chant), Aaron Shanahan (coproduction, guitare, chant), et Daniel Whitechurch (basse, claviers, et guitares). L'archétype du live de Miami Horror se retrouve dans les festivals Field Day, Big Day Out, Good Vibrations, Groovin the Moo et Splendour in the Grass en 2009. Le groupe supporte également Phoenix, Lily Allen, Simian Mobile Disco et Friendly Fires durant leur tournée en Australie en 2009–2010. À la fin 2009, le groupe rencontre un succès commercial avec Sometimes, premièrement sorti en tant que single puis intégré à leur premier album, le titre sera fréquemment joué à la radio.

### Illumination
Le premier album de Miami Horror : llumination est sorti le 20 août 2010, contient les titres Moon Theory (sorti le 16 avril 2010), I Look to You et Holidays. Le single I Look to You produit avec Kimbra est d'abord joué par Richard Kingsmill à l'émission de musique Triple J le 27 juillet 2010. Un autre titre d'Illumination, Holidays rencontre également du succès, et Alan Palomo de Neon Indian y a collaboré ; il a contribué à trois chansons de l'album.
En 2013, Sometimes, le premier titre d'Illumination, est rajouté à la bande originale officielle de Grand Theft Auto V. Neon Indian, qui a collaboré avec le groupe pour produire Holidays, fait également partie de la bande originale. En septembre de la même année, Miami Horror sort le titre Real Slow. En novembre, c'est au tour de Colours in the Sky.

### All Possible Futures
Leur deuxième album, All Possible Futures, est sorti le 21 avril 2015. Il est classé 65e au ARIA Albums Chart en mai 2015.
Le groupe sort également un nouvel EP, intitulé The Shapes, au début de l'année 2017.

## Membres
- Benjamin Plant – production, synthétiseur, basse
- Josh Moriarty – guitare, chant
- Aaron Shanahan – co-production, guitare, synthétiseur, chant
- Daniel Whitechurch – piano, synthétiseur

## Discographie

### Albums studio
- 2010 : Illumination
- 2015 : All Possible Futures

### EP
- 2008 : Bravado
- 2017 : The Shapes

### Singles
- 2009 : Sometimes[10]
- 2010 : Moon Theory[10]
- 2010 : I Look to You (featuring Kimbra) [10]
- 2010 : Holidays (featuring Alan Palomo) [10]
- 2011 : Summersun [10]
- 2013 : Real Slow
- 2013 : Colours in the Sky
- 2014 : Wild Motion (Set It Free)
- 2015 : Love Like Mine
- 2019 : Restless
- 2019 : Luv Is Not Enought (feat. Clear Mortifee)